# Vojin (magnate)
Vojin de Gacko o vaivoda Vojin (en serbio: Војвода Војин; fl. 1322-1347) fue un magnate serbio (velikaš) y vaivoda (comandante militar equivalente a duque), que ocupaba el área alrededor de Gacko, que formaba parte de Zahumlia, c. 1322-1347. Estuvo al servicio del rey Esteban Dečanski y del emperador Esteban Dušan. Se le describe como uno de los nobles más importantes (velmoža) del rey Dečanski, y cuando el rey y su hijo Dušan entraron en una guerra de sucesión, Vojin apoyó a su hijo. Vojin saqueó Dubrovnik en agosto de 1325, y participó en la batalla de Velbazhd (1330) y en las campañas militares del sur del Imperio serbio.
Vojin es el fundador de la Casa de Vojinović, que finalmente se convirtió en una de las familias más poderosas como señores provinciales durante la caída del Imperio serbio. Sus hijos Altoman y Vojislav fueron reconocidos como señores supremos de la región de Zahumlia. Su hija Vojislava se casó con el noble Brajko Branivojević.

## Descendencia
- Miloš, mencionado como stavilac en 1333, murió joven
- Altoman (fallecido en 1359), gran prefecto, se casó con Ratoslava Mladenović (Branković)
- Vojislav (fallecido el 25 de octubre de 1363), gran duque
- Vojislava (también Voisava o Sela ), se casó con Brajko Branivojević